# Micael Hermansson
Micael "Micke" Hermansson, född 17 april 1963 i Tärnaby, är en svensk utbildad lärare, författare och föreläsare. 
Hermansson är skapare av mikrolektionskonceptet "Grej of the day", som han började med år 2009. Han fick Lärarförbundets pedagogpris 2011 och år 2015 utsågs han till "Sveriges bästa lärare 2015" av Handelskammaren.
Hermansson har även vunnit i TEDx Binnenhof 2016 med sin idé.